# KH-7 34
KH-7 34 – amerykański satelita rozpoznawczy; trzydziesty czwarty statek serii KeyHole-7 GAMBIT programu CORONA. Jego zadaniem było wykonywanie wywiadowczych zdjęć Ziemi o rozdzielczości przy gruncie około 46 cm. Główny aparat satelity nie wykonał jednak zdjęć z powodu usterki technicznej. 
Wraz z satelitą wyniesiono ładunek dodatkowy oznaczany jako: OPS 5424, Module 456, SGLS-2.

## Misja
Misja rozpoczęła się 2 listopada 1966 roku, kiedy rakieta Atlas SLV-3 Agena D wyniosła z kosmodromu Vandenberg na niską orbitę okołoziemską 34. satelitę z serii KH-7. Po znalezieniu się na orbicie KH-7 34 otrzymał oznaczenie COSPAR 1966-098A .
Misja satelity wypadała w okresie, kiedy Narodowe Biuro Rozpoznania wynosiło na orbitę średnio jednego satelitę serii Gambit 1 miesięcznie. KH-7 34 pozostawał na orbicie ponad 7 dni, w którym to czasie wykonał 115 okrążeń Ziemi, ale żadna z nich nie została zakwalifikowana jako prawidłowa.
Główny aparat satelity nie wykonał zdjęć z uwagi na usterkę techniczną - jeden z kluczowych zaślepek nie została prawidłowo odrzuconai.
22 lutego 1995 roku prezydent Bill Clinton podpisał rozporządzenie wykonawcze 12951 odtajniające 860 tysięcy zdjęć wykonanych w latach 1960–1980 przez wojskowe satelity wywiadowcze. Kolejną partię zdjęć odtajniono w 2002 roku. Archiwalne zdjęcia są wykorzystywane m.in. przez archeologów, geologów i historyków .   
Satelita spłonął w atmosferze 10 listopada 1966 roku .